# 남부진
남부진(南富鎭, 1961년~)는 대한민국의 문학자이다. 주 분야는 한국문학 및 일문학이다.